# جورجو اوبروگر
جورجو اوبروگر (انگلیسی: Giorgio Oberweger; ۲۲ دسامبر ۱۹۱۳ – ۱۴ اکتبر ۱۹۹۸) ورزشکار دو و میدانی اهل ایتالیا بود.